# Martin Fünkele
Martin Fünkele (* 1973 in Ulm) ist ein deutscher Sportjournalist mit Schwerpunkt Basketball.

## Werdegang
Fünkele wuchs in Ulm auf, spielte beim SSV Ulm Basketball unter Trainer Marian Spiridon und wurde als Jugendlicher in die Auswahl des Basketballverbands Baden-Württemberg berufen. Nach dem Abitur leistete er in Freiburg seinen Zivildienst ab.
Fünkele sammelte als Praktikant bei der Südwest Presse und beim DSF journalistische Erfahrung und nahm in Freiburg ein Studium auf, welches er nach einem Jahr an der Deutschen Sporthochschule Köln fortsetzte. Während des Studiums der Sportwissenschaft mit Schwerpunkt Medien und Kommunikation legte er ein Auslandssemester in New York ein, der Titel seiner 2001 angenommenen Diplomarbeit lautete Das Fachmagazin Basketball. Zielgruppen- und Leseranalyse.
Er durchlief ein Volontariat beim Deutschen Sportverlag (DSV) und war im selben Unternehmen anschließend Mitglied der Basketballredaktion, bis der DSV die Fachzeitschrift Basketball einstellte. Fünkele widmete sich auch als freier Journalist vornehmlich der Sportart Basketball, veröffentlichte Texte unter anderem in der Frankfurter Allgemeinen Zeitung, der Süddeutschen Zeitung, im Spiegel, im Tagesspiegel, dem Handelsblatt, der Westdeutschen Allgemeinen Zeitung, der Kölnischen Rundschau und der Tageszeitung. Er nahm als Berichterstatter unter anderem an den Olympischen Spielen 2004 und 2008, den Basketball-Europameisterschaften 2001, 2003, 2005 und 2007 sowie der Basketball-Weltmeisterschaft 2006 teil. Teilweise schrieb Fünkele auch über Motorsport (Formel 1) und Fußball. Er arbeitete des Weiteren für die Basketball-Zeitschrift Five, für die er unter anderem 2005 die Beilage Fünf mitentwickelte, in der ausschließlich Berichte über das Basketballgeschehen in Deutschland abgedruckt wurden. 2006 veröffentlichte er auf Spiegel Online und in der Süddeutschen Zeitung einen Bericht über Michael Jordan, das aus einem Gespräch entstanden war, welches Fünkele mit dem US-Amerikaner auf Vermittlung eines von Jordans Werbepartnern geführt hatte.
Ab 2007 war Fünkele für die Medienfabrik Gütersloh GmbH tätig. Im Rahmen der Zusammenarbeit des Medienunternehmens mit dem Deutschen Olympischen Sportbund (DOSB) war er bei den Olympischen Sommerspielen 2008 in die Erstellung einer täglichen Informationsbroschüre über das Geschehen rund um die deutsche Olympiadelegation eingebunden. Er war Mitverfasser der vom DOSB 2009 herausgegebenen Broschüre Sport bewegt, in der Aufgaben und Aufbau des Verbandes dargestellt wurden.
Im Sommer 2009 übernahm Fünkele die Leitung der Öffentlichkeitsarbeit des Basketball-Bundesligisten Ratiopharm Ulm. Diese Tätigkeit übte er bis Januar 2021 aus. Anfang Februar 2021 trat Fünkele bei der Basketballzeitschrift BIG die Stelle des Chefredakteurs an. Nach eigenen Angaben beendete er seine Tätigkeit bei der BIG Ende 2024.